# Tártaros Lituanos de la Guardia Imperial
Los Tártaros Lituanos de la Guardia Imperial (en francés: Tartares lituaniens de la Garde impériale) eran una unidad de caballería ligera de la Guardia Imperial de Napoleón, al servicio del ejército francés desde 1812 hasta 1814. Los tártaros lituanos, descendientes de los tártaros de Crimea, se organizaban en un solo escuadrón al comienzo de la Campaña Rusa. Su primer comandante fue el líder de escuadrón Achmatowicz, que fue asesinado en Vilna y sucedido por el capitán Ulan, que dirigió la unidad durante el resto de la guerra. Los tártaros lituanos fueron disueltos durante la Primera Restauración Borbónica.

## Orígenes
El apelativo "tátaros" se usaba comúnmente en los siglos XVII y XVIII, pero "tártaros" se ha convertido en el uso común en los últimos tiempos.
Durante el siglo XIV, varias familias de las tribus tártaras de Crimea siguieron al Gran Duque Vitautas a Lituania, donde sirvieron como su guardia personal en el Castillo de la Isla Trakai. Después de la unión polaco-lituana en 1385, los tártaros se dividieron y formaron comunidades en varios pueblos.
A diferencia del pueblo lituano cristiano, los tártaros eran musulmanes; se les concedió libertad religiosa y estaban exentos de impuestos, pero aun así tenían que prestar el servicio militar. En el siglo XVIII, después de la Partición de Polonia y Lituania por Rusia, Austria y Prusia, los tártaros cayeron bajo el dominio ruso. Algunos voluntarios tártaros sirvieron en el ejército polaco después de la creación del Ducado de Varsovia por Napoleón en 1807.

## Organización

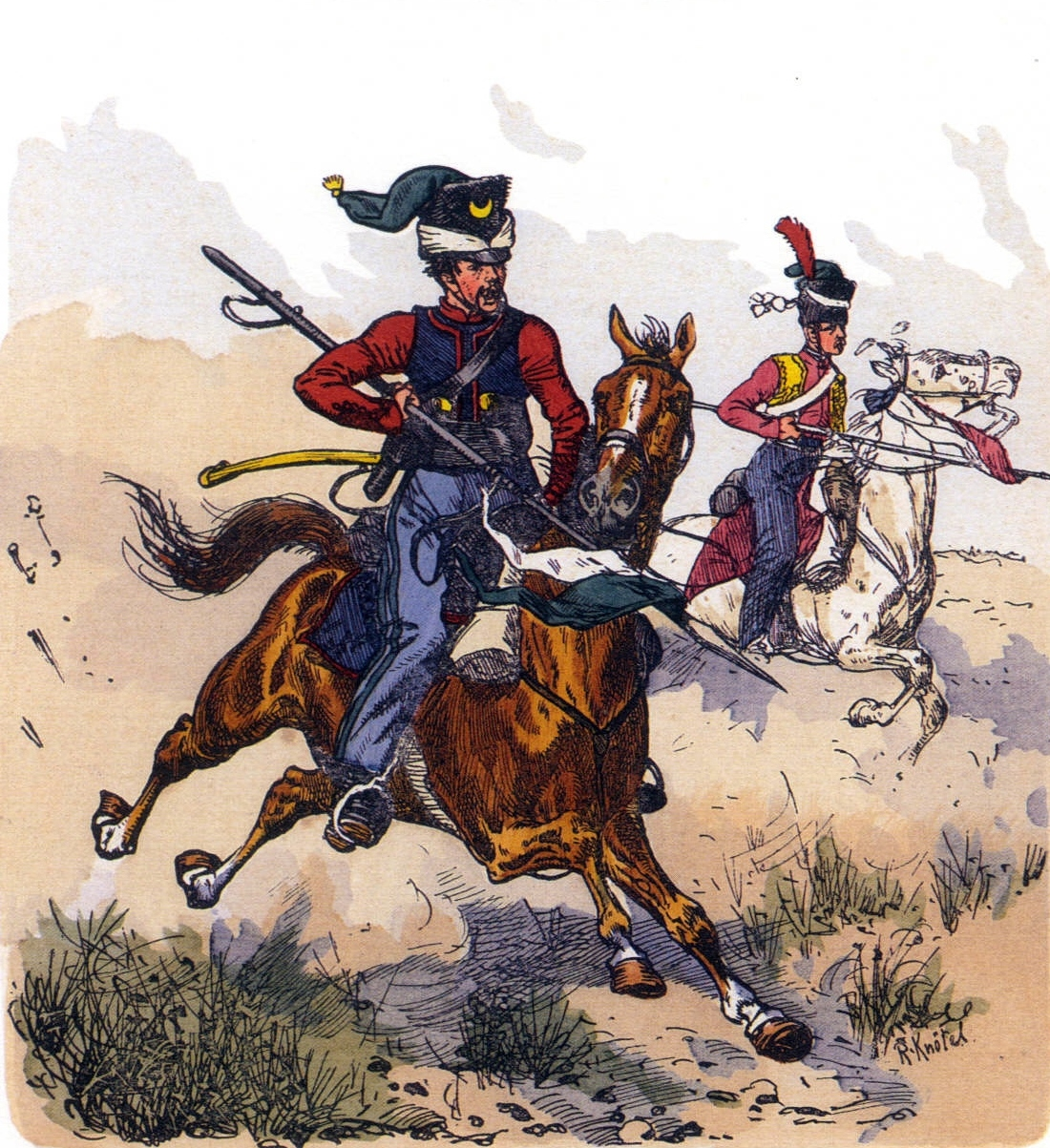
Tártaros Lituanos de la Guardia Imperial a la carga, por Richard Knötel.

En junio de 1812, el general Michał Sokolnicki sugirió que Napoleón creara un regimiento de Tártaros Lituanos. Escribió que "su probidad, así como su valor fueron experimentados [...]". A pesar de las esperanzas de Napoleón de que la unidad pudiera estar compuesta por hasta mil soldados, solo se encontraron suficientes voluntarios tártaros para formar un escuadrón. Estaba compuesto por 123 hombres, entre ellos 1 jefe de escuadrón, 1 mayor, 4 capitanes, 7 tenientes y subtenientes y 110 suboficiales y soldados. La escuadra también tenía un imán llamado Aslan Aley, que también servía como subteniente.
La unidad fue creada oficialmente en octubre de 1812 y se puso bajo el mando del coronel Mustapha Murza Achmatowicz, quien pagó el equipo y los uniformes de la escuadra. Los tártaros fueron adjuntados al 3er Regimiento de Lanceros de Lituania de la Guardia Imperial como exploradores.

## Campañas militares

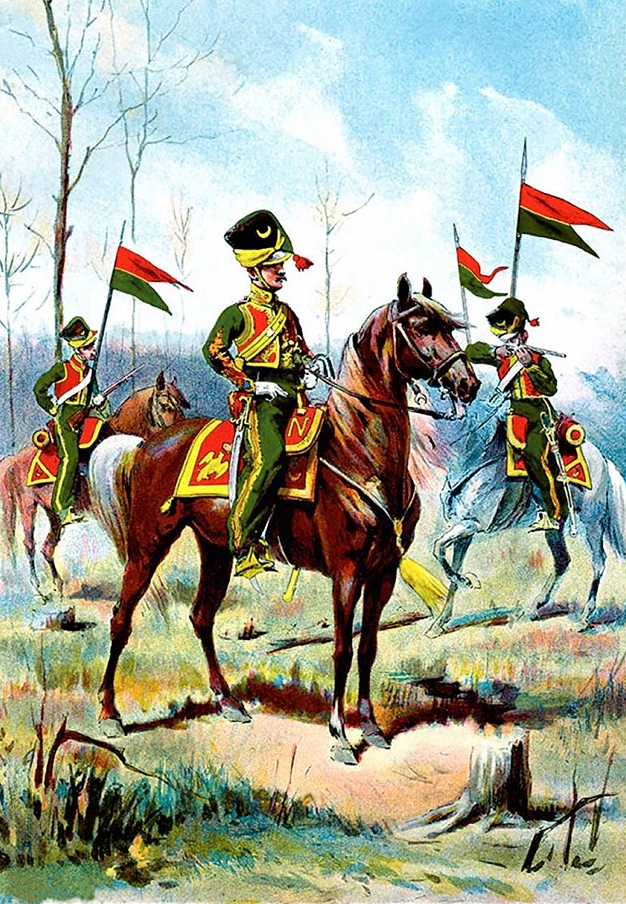
Oficial y tropas de los Tártaros Lituanos en los puestos de avanzada. Ilustración de Bronislaw Gembarzewski, 1896.

El escuadrón participó en la invasión francesa de Rusia en 1812 con la 6ª Brigada de la Caballería de la Guardia Imperial (Gendarmes de Élite, 3ª Lanceros y Tártaros). Sufrieron grandes pérdidas durante la invasión, especialmente en Vilna del 10 al 12 de diciembre, donde el jefe de escuadrón Achmatowicz fue asesinado con 34 de sus hombres. Los tártaros también participaron en la batalla de Kalish el 13 de febrero de 1813. Los supervivientes fueron incorporados primero a los restos de la 3.ª de Lanceros, que casi habían sido destruidos en Slonim en octubre de 1812, y luego se combinaron con los Lanceros Polacos de la Guardia Imperial donde formaron la 15.ª Compañía, considerada como "Guardia Media". Para entonces, los tártaros lituanos estaban dirigidos por el Capitán Samuel Murza Ulan con los tenientes Ibrahim y Aslan Aley como segundos al mando, con una fuerza total de solo 53 hombres.
De abril a junio de 1813, por recomendación del Coronel-Mayor Dautancourt, el Capitán Ulan trató de reclutar nuevos jinetes y se fue a Francia con el maréchal des logis-chef Samuel Januszerwski. Reducido a solo 47 hombres, se le negaron los refuerzos de soldados extranjeros en Metz y fue a París para buscar el apoyo del Ministro de Guerra Henri Jacques Guillaume Clarke. Sin éxito, Ulan y 24 reclutas regresaron a Friedberg, Alemania, base de los Lanceros Polacos.
Los tártaros lituanos continuaron sirviendo bajo el mando del Capitán Ulan como parte de los Lanceros Polacos durante la Campaña Alemana de 1813, participando en las batallas de Dresde, Peterswalde, Leipzig y Hanau. Los tártaros fueron transferidos al 3er Regimiento de Exploradores Polacos de la Guardia Imperial y vieron más pérdidas durante la Campaña Francesa de 1814, teniendo 6 muertos y 7 prisioneros. Después de la abdicación de Napoleón el 6 de abril, Ulan y los pocos supervivientes volvieron a Lituania. Según Pigeard, 100 hombres de los 123 iniciales murieron al final de la campaña.